# Henning Kure
Henning Kure (født 11. december 1953 i Hoptrup) er en dansk tegneserieskaber, forfatter, redaktør og mytolog. Arbejdede som forlagsredaktør for Interpresse i 1974-1988, hvor han fik stor betydning for udviklingen af tegneseriemediet i Danmark. Var fra 1995-2009 manuskriptredaktør på Egmonts produktion af serier til Disney's Anders And og Jumbobøgerne, hvortil han også selv har leveret manuskripter.
Initiativtager og en af hovedkræfterne bag Valhalla-tegneserien, som han både har arbejdet på som redaktør og forfatter. Fra syvende bind som hovedforfatter. Kure var også med til at omsætte serien til den animerede biograffilm, Valhalla, fra 1986.
Kures børnebog TroldeHistorien udkom også som billedbog i samarbejde med Rune T. Kidde og tegneren af Valhalla-serien, Peter Madsen. TV-serien Trolderi er baseret på univers og figurer fra TroldeHistorien.
Kure arbejder også som story-doctor for flere danske forfattere, heriblandt Jussi Adler-Olsen.
Som mytolog og autodidakt norrøn filolog har Kure forsket i og udviklet flere nytolkninger af den nordiske mytologi, som bl.a. er beskrevet i videnskabelige artikler og i bogen I begyndelsen var skriget.

## Eksterne referencer
- Biografi på ComicWiki
- Henning Kure på Internet Movie Database (engelsk)
- Henning Kure på Filmdatabasen
- Henning Kure på danskfilmogtv.dk
- Henning Kure på Scope
- Henning Kure på Svensk Filmdatabas (svensk)
- Henning Kure på AllMovie (engelsk)
- Henning Kure på The Movie Database (engelsk)